# Wydawnictwo Uraeus
Wydawnictwo Uraeus – polskie wydawnictwo książkowe, działające w latach 1993–2009. Założył je i prowadził Andrzej Olszewski.
Wydawnictwo znane jest szczególnie z książek dotyczących krytycznej analizy religii, Kościoła i Biblii. Dzięki wydawnictwu trafiło do Polski szereg dzieł czołowych krytycznych teologów i wolnomyślicieli, zwłaszcza z niemieckiego obszaru językowego (nieprzypadkowe jest związanie wydawnictwa z obszarem niemieckojęzycznym, gdyż Andrzej Olszewski z żoną przez 20 lat studiowali i pracowali w Niemczech).
Książki ukazały się w kilku najważniejszych seriach: Judaica, Anthropos, Biblioteka historii tradycji i obyczajowości, Szkice, eseje, rozprawy. Najważniejszą była Biblioteka Club Voltaire – seria wielu fundamentalnych rozpraw z zakresu krytycznego religioznawstwa, w szczególności krytyki Kościoła.
Wydawnictwo rozwijało się szczególnie dynamicznie w latach 1995-1999. Po śmierci żony Andrzeja Olszewskiego w 1999 roku działalność wydawnictwa znacznie podupadła. Andrzej Olszewski zmarł 18 czerwca 2009 roku.

## Wydane książki w seriach
- Seria Anthropos:
  - Stanislav Grof Przygoda odkrywania samego siebie, Gdynia: Uraeus, 2000. ISBN 83-85732-84-5
  - Jerzy Prokopiuk Nieba i piekła, Gdynia: Uraeus, 2001. ISBN 83-85732-95-0
  - Ar Luczis Pustota Pięć smoków, Gdynia: Uraeus, 2002. ISBN 83-85732-90-X
- Seria Judaica:
  - Micha Josef Bin Gorion (Berdyczewski) Żydowskie legendy biblijne, t. 1-2, Gdynia: Uraeus, 1996. ISBN 83-85732-32-2
  - Joshua Trachtenberg Diabeł i Żydzi, Gdynia: Uraeus, 1997. ISBN 83-85732-51-9
  - Robert Stiller Kto jest mądry?, Gdynia: Uraeus, 1999. ISBN 83-85732-75-6
  - Salcia Landmann Śmiech po żydowsku czyli wczorajszy i dzisiejszy świat w dowcipach i dykteryjkach żydowskich, Gdynia: Uraeus, 1999. ISBN 83-85732-71-3
  - Hanna Domańska Gdański Zakon Synów Przymierza, Gdynia: Uraeus, 2002. ISBN 83-85732-99-3
- Seria Biblioteka historii tradycji i obyczajowości:
  - Monika Kurzel-Runtscheiner Córy Wenus ISBN 83-85732-65-9
  - Reinhold Dorrzapf Eros, małżeństwo, Lucyper w pludrach ISBN 83-85732-45-4
  - F.S. Pierre Dufour Historia prostytucji t. I–III ISBN 83-85732-57-8
  - Carola Reinsberg Obyczaje seksualne starożytnych Greków ISBN 83-85732-64-0
  - Gernot Rotter, Ekkehart Rotter Wenus, Maria, Fatima ISBN 83-85732-55-1
- Seria Szkice, eseje, rozprawy:
  - Dariusz Łukasiewicz „Niemieckie psy” i „Polskie świnie” ISBN 83-85732-53-5
  - Klaus Katzenberger Jeśli przychodzisz z zachodu ISBN 83-85732-48-9
- Seria Biblioteka Club Voltaire:
  - Adolf Holl. Heretycy. ISBN 83-85732-44-6
  - Daniel A. Helminiak. Co Biblia naprawdę mówi o homoseksualności. ISBN 83-85732-97-7
  - Eugen Drewermann. Kler. Psychogram ideału. ISBN 83-85732-92-6
  - Eugen Drewermann. Zstępuję na barkę słońca. ISBN 83-85732-78-0
  - Eugeniusz Guz. Zamach na Papieża. ISBN 83-85732-98-5
  - Georg Baudler. Bóg i Kobieta. ISBN 83-85732-25-X
  - Holger Kersten, Elmar R. Gruber Jezus ofiarą spisku. ISBN 83-85732-21-7
  - Holger Kersten, Elmar R. Gruber Pra-Jezus. ISBN 83-85732-31-4
  - Horst Herrmann. Książęta Kościoła. ISBN 83-85732-83-7
  - Hubertus Mynarek. Jezus i kobiety. ISBN 83-85732-23-3
  - Hubertus Mynarek. Zakaz myślenia. ISBN 83-85732-20-9
  - Johannes Lehmann. Tajemnica rabbiego Jezusa. ISBN 83-85732-77-2
  - Karlheinz Deschner. I znowu zapiał kur t. I–II. ISBN 83-85732-37-3
  - Karlheinz Deschner. Kryminalna historia chrześcijaństwa t. I–V. ISBN 83-85732-59-4
  - Karlheinz Deschner. Krzyż pański z Kościołem. ISBN 83-85732-29-2
  - Karlheinz Deschner. Moloch. ISBN 83-85732-28-4
  - Karlheinz Deschner. Opus Diaboli. ISBN 83-85732-16-0
  - Karlheinz Deschner. Polityka Papieska XX wieku t. I–II. ISBN 83-85732-41-1
  - Uli Weyland. Jezus oskarża. ISBN 83-85732-35-7
  - Uta Ranke-Heinemann. Eunuchy do raju. ISBN 83-85732-17-9
  - Uta Ranke-Heinemann. Nie i amen. ISBN 83-85732-15-2
  - Weddig Fricke. Ukrzyżowany w majestacie prawa. ISBN 83-85732-39-X